# Albator, le corsaire de l'espace
Cet article concerne la série télévisée. Pour le film sorti en 2013, voir Albator, corsaire de l'espace.
Pour les articles homonymes, voir Albator (homonymie).
Albator, le corsaire de l'espace ou Albator 78 (宇宙海賊キャプテンハーロック, Uchūkaizoku Kyaputen Hārokku) est une série télévisée d'animation japonaise de science-fiction en 42 épisodes de 24 minutes, créée par Toei Animation d'après le manga Capitaine Albator de Leiji Matsumoto, et diffusée entre le 14 mars 1978 et le 13 février 1979 sur la chaîne TV Asahi.
Au Québec, la série est diffusée à partir du 22 septembre 1979 et jusqu'en 1984 sur la Télévision de Radio-Canada et aussi au printemps 1983 sur TVEC, devenu Super Écran.
En France, la série est diffusée à partir du 7 janvier 1980 sur Antenne 2, dans l'émission Récré A2. La série a aussi été doublée en breton et diffusée à partir du 1er décembre 2012 sur Brezhoweb.

## Introduction
« Lorsque toutes les mers du globe eurent disparu, les hommes pensèrent que la fin du monde était proche. Ils se désespérèrent, sans même songer aux richesses que l'espace infini pouvait leur offrir. Il leur aurait suffi de lever les yeux vers le ciel mais ils en avaient perdu l'habitude. Seule une poignée d'hommes eut le courage d'aller explorer la mer du dessus, qui pouvait encore sauver l'humanité. Ils furent traités de fous et considérés comme hors-la-loi »

— Introduction au cours du premier épisode d'Albator, qui situe le contexte de ses aventures.

## Synopsis
En 2977, la population terrienne nage dans l’opulence : les Terriens ont envoyé des robots automatisés qui exploitent les ressources d'autres planètes ; tout ce qui est récolté est distribué gratuitement à la population. Par le truchement de l'« abrutisseur mondio-visuel », les dirigeants de la Terre bloquent les réflexions critiques de leur population, qui est maintenant un peuple asservi. Dénué de tout pouvoir de pensée, ceux-ci se croient heureux.
Pourtant, une mystérieuse sphère noire, recouverte de glyphes inconnus (des idéogrammes mayas), arrive un jour sur Terre et s'y écrase. Alors que le gouvernement mondial se montre incapable de réagir, une menace extraterrestre se concrétise peu après via les Sylvidres, un peuple extraterrestre de femmes guerrières, longilignes et au teint verdâtre. Mais leurs forfaits sur Terre sont attribuées à un Terrien, le capitaine Albator (« Harlock » en VO) et à ses pirates de l'espace. Pourtant, seul parmi les humains, Albator comprend la menace des Sylvidres et décide de les combattre.

## Fiche technique
- Titre français : Albator, le corsaire de l'espace ou Albator 78
- Titre original : 宇宙海賊キャプテンハーロック (Uchūkaizoku Kyaputen Hārokku)
- Réalisation : Rintarō
- Scénario d'après Captain Harlock de Leiji Matsumoto
- Dessins : Ginga Kikaku
- Personnages : Kazuo Komatsubara
- Mecha : Katsumi Itabashi
- Directeur de l'animation : Kazuo Komatsubara
- Adaptation française : Jacques Canestrier
- Pays d'origine :  Japon
- Musique : 
  - Japon : Seiji Yokoyama
  - France : Caravelli, Éric Charden, Guy Matteoni, Seiji Yokoyama
- Générique (français) : Éric Charden et Didier Barbelivien, interprété par Eric Charden[4].
- Production : Chiaki Imada pour Tōei Animation
- Distribution en France : PICTURAL FILMS
- Durée : 24 minutes
- Dates de diffusion :
  - Japon : 14 mars 1978
  - France : 7 janvier 1980 ;

## Distribution

### Voix originales
- Makio Inoue : Albator (Harlock)
- Akira Kamiya : Ramis (Tadashi Daiba)
- Chiyoko Kawashima : Nausicaä (Kei Yūki)
- Hiroshi Ōtake : Alfred (Yattaran)
- Haruko Kitahama : la reine Sylvidra (Queen Rafflesia)
- Chiyoko Kawashima : Stellie (Mayu Ōyama)
- Noriko Ohara : Clio (Mîmé)
- Jōji Yanami : Docteur Zero
- Hidekatsu Shibata : Vilak (commandant Mitsuru Kiruta)
- Yonehiko Kitagawa : le professeur Valente (professeur Tsuyoshi Daiba)
- Rihoko Yoshida : Esméralda (Emeraldas)
- Shōko Tsuboi : Créa (commander Cleo)
- Yumi Nakatani : Daines
- Mami Koyama : Laura
- Kenichi Ogata : Marisse (Maji)
- Noriko Tsukase : Masusan
- Hiroshi Ōtake : Tori-san
- Kenichi Ogata : Wâ Wâ
- Hidekatsu Shibata : le narrateur
- Jōji Yanami : le Premier ministre / le capitaine Tornéado

### Voix françaises
À l'exception de la voix française d'Albator, les voix des épisodes 40 à 42 sont différentes de celles du doublage original de 1978. En effet, ces épisodes ont été doublés en français une vingtaine d'années plus tard, en Belgique, à l’occasion de la sortie de la série en vidéo.
- Richard Darbois : Albator
- Thierry Bourdon : Ramis Valente
- Claude Chantal : Nausicaä, Esméralda
- Jacques Balutin : Alfred
- Paule Emanuele : La reine Sylvidra, Madeleine
- Jeanine Forney : Stellie, Cathan
- Anne Kerylen : Clio
- Claude Bertand : Docteur Zero
- Pierre Garin : Vilak
- Raoul Delfosse : le professeur Valente, Torus
- Marie-Françoise Sillière : Suzanne, Tessia, Créa (1re voix)
- Jean-Henri Chambois : le Premier ministre, le capitaine Tornéado
- Pierre Fromont : 	Bebop, Marisse, Tolus
- Marcelle Lajeunesse : Créa (2e voix), Sylvie, Alium, Elsa, Rubya
- Jean-François Laley : Tochirō Ōyama, le professeur Kusuko
- David Manet : Ramis Valente (épisodes 40 à 42)
- Alexandra Corréa : Nausicaä (épisodes 40 à 42)
- Peppino Capotondi : Alfred (épisodes 40 à 42)

## Épisodes
Albator, le corsaire de l'espace comporte 42 épisodes :
1. Le Pavillon noir
2. L'Escadrille du néant
3. Les Torches embrasées
4. Sous la bannière de la liberté
5. Le Baptême du néant
6. Le Repaire
7. Le Tombeau englouti
8. L'Armada royale
9. Les Humanoïdes végétales
10. La Planète de l'amour
11. Les Naufrageuses d'âmes
12. Le Complexe d'Œdipe
13. Une micro-poussière de temps
14. Le Piège des sables
15. L'Amour défendu
16. L'Îlot sacré
17. Quand la mort tient la barre
18. L'Ombre du souvenir
19. Le Traquenard de la reine
20. La Planète des fleurs sauvages
21. Le Testament
22. La Planète du néant
23. Presque traître malgré lui
24. L'Étoile filante de l'amour
25. Le Chat perdu
26. Le Voyage de retour
27. Le Pouvoir de l'Atlantis
28. Aux confins de la nébuleuse
29. La Bataille de la planète de l'arc-en-ciel
30. Mon ami d'enfance
31. La Construction de l'Atlantis
32. Le Piège de la planète des tempêtes
33. Le Sacrifice d'un homme
34. Le Sauvetage
35. La Mystérieuse évasion
36. Le Loup dans la bergerie
37. Le Sacrifice
38. Le Départ pour la mort
39. La Revanche de Vilak
40. Le Jour où les anges firent taire le monde
41. Albator contre Sylvidra : le duel à mort
42. Au revoir les hors-la-loi de l'espace

## Personnages
Dans la version française de la série, les principaux personnages sont présentés sous les noms suivants :
- le capitaine Albator (« Harlock » en VO) ;
- Nausiccä ;
- Ramis ;
- Clio ;
- Stellie ;
- Vilak ;
- la Reine Sylvidra ;
- les Sylvidres ;
- Emeraldas, la princesse pirate ;
- Alfred.

Dans cette traduction, le vaisseau est appelé l'Atlantis (« Arcadia » en VO).

## Édition en vidéo
La série est éditée en VHS, puis en 6 DVD depuis 2002, distribué par Imavision.
En décembre 2020, Black Box ressort la série en France (VF + VOST non censurée) ; le coffret comprend également un livret de 28 pages.

### Ressource radiophonique
- Frédérick Sigrist, « Albator : penseur d'alerte » [audio], émission Blockbusters (54 min), France Inter, 6 juillet 2023.